# گون رورینگ
گون رورینگ (انگلیسی: Gun Röring; ۱۷ ژوئن ۱۹۳۰ – ۱۷ مارس ۲۰۰۶) ژیمناست هنری اهل سوئد بود.